# Centotheceae
Tribu
Les Centotheceae sont une tribu de plantes monocotylédones de la famille des Poaceae, sous-famille des Panicoideae, originaire d'Afrique et d'Asie.
C'est une petite tribu regroupant cinq espèces en deux genres. 
Elle appartient à une  lignée de base des Panicoideae, parfois appelée « clade Centothecoïde ».
Contrairement à beaucoup d'autres clades de la sous-famille des Panicoideae, elle utilise la voie photosynthétique en C3

## Liste des genres et espèces
Selon The Plant List, :
- Centotheca P.Beauv. (1812) :
  - Centotheca lappacea (L.) Desv.
  - Centotheca philippinensis (Merr.) C.Monod
  - Centotheca uniflora Swallen
- Megastachya P.Beauv. (1812) :
  - Megastachya madagascariensis (Lam.) Chase
  - Megastachya mucronata (Poir.) P.Beauv. (Lam.) Chase